# Fritillaria ariana
Fritillaria ariana är en liljeväxtart som först beskrevs av A.S.Losina- Losinskaja och Aleksei Ivanovich Vvedensky, och fick sitt nu gällande namn av Edward Martyn Rix. Fritillaria ariana ingår i Klockliljesläktet och i familjen liljeväxter. Inga underarter finns listade.